# Tre Valli Varesine 2022
101. ročník jednodenního cyklistického závodu Tre Valli Varesine se konal 4. října 2022 v italském městě Varese a okolí. Vítězem se stal Slovinec Tadej Pogačar z týmu UAE Team Emirates. Na druhém a třetím místě se umístili Kolumbijec Sergio Higuita (Bora–Hansgrohe) a Španěl Alejandro Valverde (Movistar Team). Závod byl součástí UCI ProSeries 2022 na úrovni 1.Pro.

## Týmy
Závodu se zúčastnilo 16 z 18 UCI WorldTeamů a 9 UCI ProTeamů. Všechny týmy přijely se sedmi závodníky kromě týmů Lotto–Soudal, Team BikeExchange–Jayco a Team Jumbo–Visma se šesti jezdci. Pavel Sivakov (Ineos Grenadiers) neodstartoval, na start se tak postavilo 171 jezdců. Do cíle ve Varese dojelo 101 z nich.
UCI WorldTeamy
- AG2R Citroën Team
- Astana Qazaqstan Team
- Bora–Hansgrohe
- Cofidis
- EF Education–EasyPost
- Groupama–FDJ
- Ineos Grenadiers
- Intermarché–Wanty–Gobert Matériaux
- Israel–Premier Tech
- Lotto–Soudal
- Movistar Team
- Team BikeExchange–Jayco
- Team DSM
- Team Jumbo–Visma
- Trek–Segafredo
- UAE Team Emirates

UCI ProTeamy
- Alpecin–Deceuninck
- Arkéa–Samsic
- Bardiani–CSF–Faizanè
- Bingoal Pauwels Sauces WB
- Caja Rural–Seguros RGA
- Drone Hopper–Androni Giocattoli
- Eolo–Kometa
- Equipo Kern Pharma
- Team TotalEnergies

## Výsledky
| Pořadí | Jezdec                   | Tým                                | Čas        |
| ------ | ------------------------ | ---------------------------------- | ---------- |
| 1      | Tadej Pogačar (SLO)      | UAE Team Emirates                  | 4h 36' 59" |
| 2      | Sergio Higuita (COL)     | Bora–Hansgrohe                     | + 0"       |
| 3      | Alejandro Valverde (ESP) | Movistar Team                      | + 0"       |
| 4      | Pierre Latour (FRA)      | Team TotalEnergies                 | + 0"       |
| 5      | Benoît Cosnefroy (FRA)   | AG2R Citroën Team                  | + 0"       |
| 6      | Adam Yates (GBR)         | Ineos Grenadiers                   | + 0"       |
| 7      | Bauke Mollema (NED)      | Trek–Segafredo                     | + 0"       |
| 8      | Domenico Pozzovivo (ITA) | Intermarché–Wanty–Gobert Matériaux | + 0"       |
| 9      | Jesús Herrada (ESP)      | Cofidis                            | + 0"       |
| 10     | Rigoberto Urán (COL)     | EF Education–EasyPost              | + 0"       |